# Osphranteria richteri
Osphranteria richteri là một loài bọ cánh cứng trong họ Cerambycidae.